# Lord-lieutenant de Glamorgan

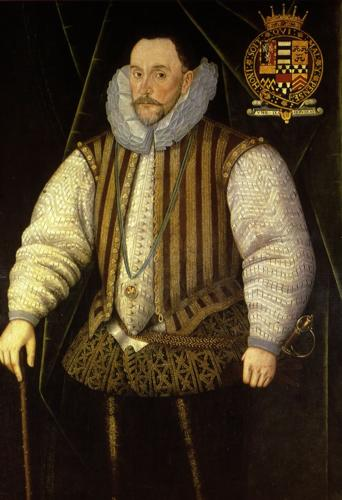
Henry Herbert, 2e comte de Pembroke (1534-1601)

Ceci est une liste de personnes qui ont servi comme lord-lieutenant de Glamorgan. Depuis 1729, tous les Lords lieutenant ont également été Custos Rotulorum of Glamorgan. L'office a été supprimé le 31 mars 1974.

## Lord-lieutenants de Glamorgan jusqu'en 1974
- Henry Herbert, 2e Comte de Pembroke 24 février 1587 – 19 janvier 1601
- Edward Somerset, 4e comte de Worcester 17 juillet 1602 – 3 mars 1628 Conjointement avec
- Henry Somerset, 5e comte de Worcester 3 décembre 1626 – 9 mai 1629
- William Compton, 1er comte de Northampton 9 mai 1629 – 24 juin 1630
- John Egerton, 1er comte de Bridgwater 11 juillet 1631 – 1642
- Interregnum
- Richard Vaughan, 2e comte de Carbery 22 décembre 1660 – 20 juillet 1672
- Henry Somerset, 1er duc de Beaufort 20 juillet 1672 – 22 mars 1689
- Charles Gerard, 1er comte de Macclesfield 22 mars 1689 – 7 janvier 1694
- Thomas Herbert, 8e comte de Pembroke 11 mai 1694 – 2 octobre 1715
- vacant
- Charles Powlett, 3e duc de Bolton 13 janvier 1729 – 26 aout 1754
- Other Windsor, 4e comte de Plymouth 6 novembre 1754 – 1771
- John Stuart, 4e comte de Bute 22 mai 1772 – 14 mars 1793
- John Stuart, Lord Mount Stuart 14 mars 1793 – 22 janvier 1794
- vacant. Deputy Lieutenants Agissant pendant la vacance:
  - George Aubrey
  - John Price
  - John Richards
- John Stuart, 1er marquis de Bute 24 décembre 1794 – 16 novembre 1814
- John Crichton-Stuart, 2e marquis de Bute 2 juin 1815 – 18 mars 1848
- Christopher Rice Mansel Talbot, 4 mai 1848 – 17 janvier 1890
- Robert Windsor-Clive, 1er comte de Plymouth 26 juin 1890 – 6 mars 1923
- Ivor Windsor-Clive, 2e comte de Plymouth 12 avril 1923 – 1er octobre 1943
- Gerard Bruce 3 décembre 1943 – 16 juillet 1952
- Cennyd George Traherne, 16 juillet 1952 – 31 mars 1974†

† Devenu lord-lieutenant du Mid Glamorgan, South Glamorgan et West Glamorgan depuis le 1er avril 1974.